# Малькевич, Леонид Петрович
Леонид Петрович Малькевич (14 октября 1909, Долгинцево, Херсонская губерния — 17 апреля 1982, Москва) — советский государственный деятель, организатор железнодорожного транспорта СССР, Почётный железнодорожник СССР. Член КПСС 1939 года.

## Биография
Родился 14 октября 1909 года в посёлке станции Долгинцево Верхнеднепровского уезда Екатеринославской губернии в семье железнодорожного кондуктора.
Окончил семилетку, школу ФЗУ вагоноремонтного завода и некоторое время работал там же и на паровозоремонтном заводе. Одновременно учился на рабфаке.
В 1933 году окончил Днепропетровский институт железнодорожного транспорта (вечернее отделение), получив специальность инженера путей сообщения.
- С 1933 года — начальник отдела механического оборудования и тяговых устройств Уфимского эксплуатационного района Самаро-Златоустовской железной дороги;
- С 1934 года — на Омской железной дороге: начальник группы механического оборудования и водоснабжения Акмолинского района, начальник вагонных участков ряда крупных железнодорожных станций;
- С 1936 года — начальник вагонной службы, заместитель начальника Свердловской железной дороги, заместитель начальника Пермской железной дороги;
- 21.10.1940–22.09.1942, 27.09.1944–24.06.1948 — начальник Южно-Уральской железной дороги;
- 1942-1944 работал в Воркуте в Главном управлени лагерями железнодорожного строительства Северо-Печерской железной дороги.
- С 1948 года — первый заместитель министра путей сообщения СССР;
- С 1956 года — заместитель председателя Государственного комитета по экономическим связям (ГКЭС) СССР;
- С 1958 года — полномочный представитель ГКЭС в ГДР;
- С 1961 года — советник по экономическим вопросам посольства СССР в ГДР и Румынии.

В 1970 году вышел на пенсию, персональный пенсионер союзного значения.
Избирался депутатом Верховного Совета СССР и РСФСР 2-го созыва. Делегат XXII съезда КПСС (1961).
Умер 17 апреля 1982 года в Москве после тяжёлой болезни.
Сын - Владислав Леонидович Малькевич.

## Награды
- четырежды орден Ленина;
- Орден Трудового Красного Знамени;
- медали.